# 丹吉尔 (弗吉尼亚州)
丹吉尔（英語：Tangier）位于美国弗吉尼亚州阿可麥克縣，切萨皮克湾的丹吉尔岛。2010年人口普查为727人。最初的定居者大多数来自英格兰西南部，使得當地人有独特的英国口音。丹吉尔岛载入國家史蹟名錄。